# Ciudad Bolívar (Antioquia)
Ciudad Bolívar ist eine Gemeinde (municipio) im Departamento Antioquia in Kolumbien.

## Geographie
Ciudad Bolívar liegt in der Subregion Suroeste in Antioquia 109 km von Medellín entfernt auf einer Höhe von ungefähr 1200 m ü. NN und hat eine Durchschnittstemperatur von 24 °C. An die Gemeinde grenzen im Norden Salgar, im Osten Pueblorrico, im Süden Betania und Hispania und im Westen El Carmen de Atrato in Chocó.

## Bevölkerung
Die Gemeinde Ciudad Bolívar hat 27.134 Einwohner, von denen 17.250 im städtischen Teil (cabecera municipal) der Gemeinde leben (Stand: 2022).

## Geschichte
Der heutige Ort wurde 1839 von Siedlerfamilien gegründet. Ab 1850 wurde der Grundriss der Straßen und des Hauptplatzes angelegt. Der ursprüngliche Name San Juan wurde 1861 zu Ehren von Simón Bolívar in Ciudad Bolívar geändert. Seit 1869 hat Ciudad Bolívar den Status einer Gemeinde.

## Wirtschaft
Die wichtigsten Wirtschaftszweige von Ciudad Bolívar sind Kaffeeanbau, Tierhaltung und Tourismus.

## Söhne und Töchter der Stadt
- Julián Arredondo (* 1988), Radrennfahrer
- Carlos Betancur (* 1989), Radrennfahrer